# Klaudia Alagierska-Szczepaniak
Klaudia Alagierska-Szczepaniak, född 2 januari 1996 i Milanówek, Polen, är en volleybollspelare (center).
Hon har spelat med landslaget sedan 2017 och bland annat deltagit i 
FIVB World Grand Prix 2017, Volleyball Nations League 2018, EM 2021 och VM 2022. På klubbnivå har Alagierska-Szczepaniak spelat med Sparta Grodzisk Mazowiecki, GLKS Nadarzyn, Sparta Warszawa, LTS Legionovia Legionowo och ŁKS Łódź.
I juni 2022 gifte hon sig med Mateusz Szczepaniak.